# Boston-Mavic
L'equip Boston-Mavic va ser un equip ciclista belga que competí professionalment entre el 1980 i el 1981.

## Principals resultats
- Fletxa ardenesa: Jan Nevens (1980)
- Copa Sels: Benjamin Vermeulen (1980)
- Polynormande: Lucien Van Impe (1981)

### A les grans voltes
- Volta a Espanya
  - 0 participacions
  - 0 victòries d'etapa:
  - 0 victòries final:
  - 0 classificacions secundàries:

- Tour de França
  - 2 participacions (1980, 1981)
  - 1 victòries d'etapa:
    - 1 al 1981: Lucien Van Impe

  - 0 victòries final:
  - 1 classificacions secundàries:
    - Gran Premi de la muntanya: Lucien Van Impe (1981)

- Giro d'Itàlia
  - 0 participacions